# Platybaetis mamasae
Platybaetis mamasae is een haft uit de familie Baetidae. De wetenschappelijke naam van de soort is voor het eerst geldig gepubliceerd in 2011 door Kluge & Novikova.
De soort komt voor in het Australaziatisch gebied.